# The Boy with the Arab Strap
The Boy with the Arab Strap – trzeci album Belle & Sebastian, wydany w 1998 roku. Jest to pierwszy album zespołu, na którym solowe partie wokalne wykonują inni członkowie zespołu niż Stuart Murdoch. Stevie Jackson śpiewa w utworze „Seymour Stein”, Stuart David mówi podczas „A Space Boy Dream”, a Isobel Campbell śpiewa w utworze „Is It Wicked Not To Care?”.

## Ciekawostki
- Instrumentalna wersja utworu tytułowego została użyta jako motyw przewodni programu Teachers[13].
- Określenie Arab Strap jest świadomym zapożyczeniem z brytyjskiego slangu. Oznacza ono instrument seksualny służący do podtrzymania erekcji[14].

## Lista utworów
1. „It Could Have Been a Brilliant Career” – 2:23
2. „Sleep the Clock Around” – 4:57
3. „Is It Wicked Not to Care?” – 3:22
4. „Ease Your Feet in the Sea” – 3:35
5. „A Summer Wasting” – 2:06
6. „Seymour Stein” – 4:42
7. „A Space Boy Dream” – 3:01
8. „Dirty Dream Number Two” – 4:14
9. „The Boy with the Arab Strap” – 5:14
10. „Chickfactor” – 3:31
11. „Simple Things” – 1:46
12. „The Rollercoaster Ride” – 6:36

## Muzycy
- Stuart Murdoch – wokal, gitara
- Stuart David – bas
- Isobel Campbell – wiolonczela, śpiew
- Chris Geddes – klawisze, pianino
- Richard Colburn – perkusja
- Stevie Jackson – gitara
- Sarah Martin – skrzypce
- Mick Cooke – trąbka